# 柳家紫朝
柳家 紫朝（やなぎや しちょう）は、新内、粋曲、音曲、都々逸の名跡。二代目（富士松紫朝から入れると五代目）。死去後は空き名跡となっている。
- 初代柳家紫朝（1873年9月9日 - 1918年5月12日） - 越中富山の出身で若くして失明。1888年頃に久留米に隠居生活していた初代富士松紫朝の元で修行し「紫玉」と名乗る。左校と改名し地方廻りしている時に四代目柳亭左楽に見出され1896年に柳派に加盟。翌年初席から「三代目柳家柴朝」として出勤。「紫」に考慮して「柴」としたというが、大正に入り「紫朝」となる。本名：尾上 亀次郎または亀吉。墓所は谷中一乗寺。戒名は「温情院紫朝日唯信士」。

柳家 紫朝（やなぎや しちょう、1929年11月3日 - 2010年4月26日）は東京都中央区出身の粋曲・新内語り。落語協会所属。出囃子は『六段くづし』。本名∶渡辺 實。祖父も元新内で三代目鶴賀喜代太夫。

## 経歴
東京都中央区越前堀（現在の中央区新川）出身。
1937年、祖父の元で新内の修行を始める。
1948年、四世鶴賀喜代太夫を襲名。1952年、幇間で芸人の悠玄亭玉介の紹介で八代目桂文楽に入門し、文楽の「文」に喜代太夫の「喜」に由来する文喜を名乗る。後に五代目柳家小さん門下となる。
1956年に、桂二三夫と改名。その他にも富士松喜久次郎も名乗った。1969年、二代目紫朝を襲名。
1980年に病気で倒れるも1986年に復帰。2010年、慢性腎不全で逝去。80歳没。

## 芸歴
- 1937年 - 祖父・鶴賀喜代太夫の元で新内の修行を始める。
- 1948年 - 「四代目鶴賀喜代太夫」を襲名。
- 1952年 - 八代目桂文楽に入門、前座名「文喜」。
- 1956年 - 「二三夫」と改名。
- 1959年 - 音曲師として寄席などに出演
- 1969年 - 「二代目柳家紫朝」を襲名。

## 人物
芸風は祖父から新内、文楽から寄席のいろは、六代目三遊亭圓生、七代目橘家圓太郎からは大津絵、柳家三亀松からは俗曲など多方面から様々な芸を吸収した。
晩年は寄席のほかに「柳家紫朝の会」を年一度開催していた。

## 弟子
- 柳家小菊
- 柳家小鈴
- 柳家紫文
- 柳家小春
- 悠玄亭玉八

## CD
- 『柳家紫朝 大津絵 両国』CD2枚組＋本 (円盤・リクロ舎、2020年）